# Soltszentimre megállóhely
Soltszentimre megállóhely egy Bács-Kiskun vármegyei vasúti megállóhely, Soltszentimre településen, a MÁV üzemeltetésében. A község nyugati szélén helyezkedik el, közúti elérését az 5217-es útból kiágazó 53 306-os számú mellékút biztosítja.

## Története
1907-ben lett megnyitva a kocsirakományú teherforgalom számára.
A megállóhely nevét 1924. december 1-jén változtatták meg Soltszentimrére.
Az állomásépület az 1930-as évek végén épült meg.

## Vasútvonalak
Az állomást az alábbi vasútvonalak érintik:
- Budapest–Kelebia-vasútvonal

## Kapcsolódó állomások
A vasútállomáshoz az alábbi állomások vannak a legközelebb:
- Fülöpszállás vasútállomás (Budapest–Kelebia-vasútvonal)
- Csengőd vasútállomás (Budapest–Kelebia-vasútvonal)

## Forgalom
| Járat | Útvonal | Gyakoriság |
| ----- | --- | ---------- |
|       | A vonalon a vasúti szolgáltatás szünetel, a vonatok helyett a Volánbusz járatai közlekednek. A legközelebbi buszmegálló: Soltszentimre, vasútállomás |            |